# Columbus (Verenigde Staten)
Columbus is een historisch merk van motorfietsen, geproduceerd door de Columbus Cycle Co.
Dit was een Amerikaans merk dat in 1960 de Rocket-miniscooter presenteerde. 
Er was nog een merk met de naam Columbus: zie Columbus (Oberursel).
Andere merken met de naam Rocket: Rocket (Japan) - Rocket (Napels).